# Herpyllobius cordiformis
Herpyllobius cordiformis is een eenoogkreeftjessoort uit de familie van de Herpyllobiidae. De wetenschappelijke naam van de soort is voor het eerst geldig gepubliceerd in 1964 door Lützen.